# Cheloppia hyalina
Cheloppia hyalina är en kvalsterart som beskrevs av Hammer 1971. Cheloppia hyalina ingår i släktet Cheloppia och familjen Oppiidae. Inga underarter finns listade i Catalogue of Life.